# ゲイリー・アッシャー
ゲイリー・リー・アッシャー（Gary Lee Usher、1938年12月14日 - 1990年5月25日) は、アメリカのロック・ミュージシャン、ソングライター、レコード・プロデューサー。

## 概要
1960 年代にザ・バーズ、ビーチ・ボーイズ、ディック・デイルを含む数多くのカリフォルニアのアーティストと仕事をした。 アッシャーはまた、架空のサーフ・グループやホット・ロッドグループをプロデュースし、スタジオセッションミュージシャンと彼自身のチーム (チャック・ジラード、ディック バーンズなど) を混ぜ合わせた。これらのバンドには、ホットロッドの曲「Midnight Run」を含むSuper-StocksとKickstandsが含まれていた。
彼は最終的にコロムビア・レコードのスタッフ・プロデューサーになり、ザ・バーズやイギリスのデュオであるチャド&ジェレミー、カート・ベッチャーを擁するザ・ボールルームなどをプロデュースし、過去にサーフ系の曲でやったアッシャーの得意技である架空のバンドのでっち上げにより「サジタリウス」でシングル「My World Fell Down」を発売、このシングルが小ヒットした後に、カート・ベッチャーや彼のバンド、ザ・ミレニウムのメンバーと共に「サジタリウス」としてアルバム『プレゼント・テンス』を制作。このアルバムが商業的に失敗した後にコロムビアレコードを馘首、キース・オルセン、ベッチャーと共にトゥギャザー・レコードを設立した。
この「トゥギャザー・レコード」のディストリビューター契約のためにモータウンとしばらく話し合った後、契約は実現しなかったが、マイク・カーブのトランスコンチネンタルと契約を結んだ。このレーベルからサジタリウスのセカンド・アルバム『ブルー・マーブル』を発売。その他サンディ・サリスベリーやベッチャー、その他ザ・ミレニウムの元メンバーの音源をレコーディングし、何枚かのアルバムがリリースされたが、ザ・バーズの『Preflyte』がささやかながら目に見える成功を収めただけで、他のすべてのプロジェクトの費用を賄うことはできなかった。その後、1970年初頭にディストリビューターが契約から手を引いたため、レーベルは解散した。解散したことによってリリースすることが出来なくなった、数多くの未発表音源が残された。1960年代以降、キャリアは衰えたが、アッシャーはプロデュースと曲作りを続けた。
1970年代、アッシャーはザ・ワッカーズの最初の2枚のアルバムをプロデュース。また、ザ・シップというフォーク・バンドのコンセプト・アルバムもプロデュースした。1976年から1977年にかけてはカート・ベッチャーと『The California Album』（当時は未発売）を共同プロデュースし、個人的なプロジェクトとして、1972年に当時デモ音源しかなかった『Beyond a Shadow of Doubt』というレコード付きの本をコラボレーターのディック・キャンベルと共に制作した。『Beyond a Shadow of Doubt』は2001年6月に日本で発売された。
アッシャーは1984年にセレスティウム名義でアルバムを発表。シンセを多用したこのLPは『Sanctuary』と名付けられ、シンガーにトム・ケリー、キーボードにマイク・メロスとアラン・パスクア、2曲でブレント・ネルソンがドラムを叩いている（他のドラムのほとんどはデジタル・プログラム）。エンジニアのビル・フレッチャーは、数曲のベース奏者でもあった。アッシャーは1986年にもブライアン・ウィルソンと仕事をしたが、ウィルソンのセラピストで物議を醸したユージーン・ランディと衝突。アッシャーが最後に共作した曲のひとつが、1985年にシンガーソングライター／プロデューサーのジョセフ・ニコレッティと共作した「Let's Put the Fun Back in Rock n Roll」だ。この曲はゴールデンボーイズ（フランキー・アヴァロン、フェビアン、ボビー・ライデル）によってレコーディングされ、1988年12月6日にフォード劇場でレーガン大統領夫妻のために演奏された。
1990年5月25日、カリフォルニア州ロサンゼルスの故郷の自宅で肺癌のため51歳で亡くなった。

## ディスコグラフィー （抜粋)

### プロデュース
- リトル・ホンダ (1964, ザ・ホンデルス)[4]
- ホンデルス (1964, ザ・ホンデルス)[4]
- ヒット・シティー '65 (1965, ザ・サファリズ)[4]
- イット・エイント・ミー、ベイブ (1965, ザ・サファリズ)[4]
- イン・アクション (1966, キース・アリソン)
- ジーン・クラーク・ウィズ・ザ・ゴスディン・ブラザーズ (1967, ジーン・クラーク)[4]
- 昨日よりも若く (1967, ザ・バーズ)[1]
- ザ・ピーナッツ・バター・コンスピラシー・イズ・スプレッディング (1967, ピーナッツ・バター・コンスピラシー)[4]
- キャベツと王様 (1967, チャド&ジェレミー)[4]
- ザ・グレート・コンスピラシー (1967, ピーナッツ・バター・コンスピラシー)[4]
- プレゼント・テンス (1968, サジタリウス)[4]
- ノアの箱船 (1968, チャド＆ジェレミー)[5]
- 名うてのバード兄弟 (1968, ザ・バーズ)[1]
- ロデオの恋人 (1968, ザ・バーズ)[4]
- ワッカリング・ハイツ (1972, ザ・ワッカーズ)[6]
- 歌の贈りもの (1977, ブルース・ジョンストン)[7]
- サンクチュアリー (1984, セレスティアム)[8]

### 作詞作曲
- 「409」（1962年、ザ・ビーチ・ボーイズ）[1]
- 「ロンリー・シー」（1962年、ザ・ビーチ・ボーイズ）[9]
- 「テン・リトル・インディアンズ」（1962年、ザ・ビーチ・ボーイズ）[10]
- 「イン・マイ・ルーム」（1963年、ザ・ビーチ・ボーイズ）[1]
- 「マリブ・サンセット」（1963年、ザ・ビーチ・ボーイズ）
- 「ビーチ・パーティー」（1963年、フランキー・アヴァロン）[11]
- 「マグ・ウィールズ」（1963年、ディック・デイル＆ザ・デル・トーンズ）[12]
- 「ウィール・ラン・アウェイ」（1964年、ザ・ビーチ・ボーイズ）[13]
- 「カミング・オン・トゥー・ストロング」（1965年、ウェイン・ニュートン）[14]
- 「ザ・トゥルース・イズ・ノット・リアル」（1968年、サジタリウス）[15]
- 「ザ・ブルー・マーブル」（1969年、サジタリウス）[16]
- 「ドン・ギブ・イン・トゥ・ヒム」（1969年、ゲイリー・パケット＆ザ・ユニオン・ギャップ）[17]
- 「(フレンド)シップス」(1971年、ゲイリー・アッシャー)
- 「サンクチュアリ」（1983年、セレスティウム、後にローラ・ブラニガンとJ-POPアーティスト麗美）[8]
- 「レッツ・ゴー・トゥ・ヘヴン・イン・マイカー」 (1986年、ブライアン・ウィルソン)[18] (注 - ゲイリー・アッシャーの息子、ゲイリー・アッシャー・ジュニアがギター・ソロを弾いている)
- 「クリスマス・タイム」（1986年、ブライアン・ウィルソン）
- 「レッツ・プット・ザ・ファン・バック・イン・ロックンロール」（1986年、ジョセフ・ニコレッティ・ジュニアとの共作） - フランキー・アヴァロン、フェビアン＆ボビー・ライデルによる録音。